# Farkas Géza (főgondnok)
Farkasfalvi Farkas Géza (Rimaszombat, 1874. október 25. – Budapest, 1950. augusztus 5.) magyar huszáralezredes, földbirtokos, a tiszáninneni református egyházkerület főgondnoka, országgyűlési képviselő, felsőházi tag.

## Élete
Református vallású családban született. A Ludovika Akadémia elvégzése után a kassai 5. honvédhuszárezredhez osztották be szolgálattételre. Ott több katonai tanfolyamot is elvégzett, melyek után mint főhadnagyot, a bécsi császári és lovagló tanárképző iskolába vezényelték, 1905-ben pedig a bécsi udvari spanyol magasiskolához.
Három évig a Ludovika Akadémia tanára is volt, majd betegsége folytán 1913-ban nyugállományba helyezték, ugyanakkor átvette Abaúj-Torna vármegyei gazdaságának kezelését. Az első világháború kitörését követően, mint nyugalmazott huszárszázados, önként jelentkezett szolgálattételre. Ekkor az orosz harctérre került és ott szerzett katonai érdemeiért később legfelsőbb dicsérő elismerésben részesült. A háború idején őrnaggyá, majd alezredessé lépett elő és végül mint alezredes vonult ismét nyugalomba.
Többféle szerepet vállalt Abaúj-Torna vármegye közéletében: tagja volt a törvényhatósági bizottságnak, a közigazgatási bizottságnak és a kisgyűlésnek, örökös tiszteletbeli elnöke a vármegye gazdasági egyesületének; elnöke a megyei lótenyésztési bizottságnak, valamint a Tiszántúli Lótenyésztő és Lovas Egyesületnek. Az Országos Magyar Gazdasági Egyesület igazgató-választmányának és egyesületi tanácsának ugyancsak a tagja volt. Egy hosszabb tanulmányútja során bejárta a nyugat-európai államok nagy részét, de tett utazásokat Oroszországban és Algériában is.
Sokféle szerepet vállalt a református egyházban is. Főgondnokukká választották a zsipi, a dúlházai, az újfalusi, a bellényi, a rásonyi és a szikszói református egyházközségek, a gömöri, majd a gömör-tornai református egyházmegyének pedig tanácsbírája lett. Később az abaúji református egyházmegye és a sárospataki református főiskola gondnokává, majd a tiszáninneni református egyházkerület és a sárospataki református főiskola főgondnokává is megválasztották és ezeket a tisztségeket hosszabb időn át betöltötte. Tagja volt a református egyetemes konventnek és a zsinatnak is.
Az országos politikába az 1926. évi általános képviselő-választást megelőzően kapcsolódott be, akkor a szikszói választókerület egyhangúlag választotta meg országgyűlési képviselőjének Bethlen István egységes párti programjával; ugyancsak egyhangúlag választották meg a következő két választáson, 1931-ben és 1935-ben is, utóbb már – mivel 1932-ben kilépett az Egységes Pártból – mint pártonkívüli agrárképviselőt. A képviselőházban főként mezőgazdasági kérdésekkel foglalkozott és agrárblokkba szervezte meg a mezőgazdasági ügyek iránt kiemelten érdeklődő képviselőket. Mint ezen agrárblokk elnöke, lelkes szószólója volt a gazdatársadalom érdekeinek, nem is eredménytelenül, mivel a mezőgazdasági lakosság érdekében beterjesztett javaslataikat a kormány részben megvalósította, részben a programjába iktatta. Sokat küzdött a képviselői összeférhetetlenség szigorú törvényhozási szabályozásáért és a kartellek megszüntetéséért.
Az 1939. évi képviselőházi választáson már nem indult el, mivel az egyetemes református egyház képviseletében az országgyűlés felsőházába hívták be, és elfogadta a felsőházi tagságot.

## Elismerései
Szikszó, Aszaló, Alsóvadász nagyközségek, továbbá Halmaj és Encs községek is díszpolgárukká választották.